# دستی که با کوبه خردشده (ریمیکس)
«دستی که با کوبه خردشده (ریمیکس)» ترانه‌ای از گروهٔ موسیقی تجربی دونفرهٔ آمریکایی ۱۰۰ گکز به‌همراهٔ خوانندهٔ آمریکایی پاتریک استامپ عضو فال اوت بوی، موسیقی‌دان آمریکایی کریگ اونز و خوانندهٔ آمریکایی-کانادایی نیکول دالنگنگر می‌باشد که در آلبوم ریمیکس آن‌ها تحت عنوان ۱۰۰۰ گکز و درخت سرنخ‌ها (۲۰۲۰) قرار دارد. این ترانه پس از اینکه آلبوم در ۱۰ ژوئیه منتشر شد، به‌عنوان ششمین تک‌آهنگ آلبوم در ۲۰ اوت سال ۲۰۲۰ منتشر گردید.